# Hamilton Pereira
Hamilton Pereira, vollständiger Name Hamilton Miguel Pereira Ferrón, (* 26. Juni 1987 in Tacuarembó) ist ein uruguayischer Fußballspieler.

## Karriere

### Verein
Der 1,80 Meter große Mittelfeldakteur Pereira stand zu Beginn seiner Karriere mindestens in der Saison 2008/09 in Reihen des norduruguayischen Vereins Tacuarembó FC. In jener Spielzeit erzielte er dort zwei Erstligatore. In der Saison 2009/10 trug er als Spieler des Club Atlético Peñarol mit fünf Einsätzen (kein Tor) in der Primera División zum Gewinn des Landesmeistertitels bei. Nachdem er wieder zum Tacuarembó FC zurückgekehrt war und in der Spielzeit 2010/11 13 Erstligaspiele (kein Tor) bei diesem Klub absolviert hatte, schloss er sich im Mai 2011 River Plate Montevideo an. Bei dem in Montevideo ansässigen Verein lief er insgesamt 60-mal in der höchsten uruguayischen Spielklasse auf und erzielte vier Tore (Saison 2011/12: 17 Spiele/0 Tore; 2012/13: 17/0; 2013/14: 26/4). Zudem kam er viermal (kein Tor) in der Copa Sudamericana 2013 zum Zug.
Nach der Clausura 2014 verließ er die Montevideaner und schloss sich dem mexikanischen Klub Monarcas Morelia an. 2014 gewann er mit dem Team die SuperCopa MX. Dazu trug er mit zwei Einsätzen und einem Treffer bei. In der Saison 2014/15 wurde er neunmal (kein Tor) in der Primera División und zweimal (ein Tor) in der Copa México eingesetzt. Mitte Februar 2015 kehrte er nach Uruguay zurück und setzte seine Karriere beim Danubio FC fort. Für die Montevideaner lief er in der Clausura 2015 in 14 Erstligaspielen auf und traf zweimal ins gegnerische Tor. Hinzu kamen drei Einsätze (kein Tor) in der Copa Libertadores 2015. Am 23. Juni 2015 wurde sein leihweiser Wechsel zum von seinem Landsmann Guillermo Almada trainierten ecuadorianischen Verein Barcelona Sporting Club vermeldet. Bei den Ecuadorianern bestritt er 20 Ligaspiele. Einen Treffer erzielte er nicht. Seit dem Jahr 2016 steht er in Reihen des CA Sarmiento und absolvierte 32 Erstligaspiele (kein Tor) sowie eine Partie (kein Tor) in der Copa Argentina. Mitte Juli 2017 wechselte er innerhalb Argentiniens zum CA Tigre.

### Erfolge
- Uruguayischer Meister: 2009/10
- SuperCopa MX: 2014